# Arachnoidella brevicaudata
Arachnoidella brevicaudata is een mosdiertjessoort uit de familie van de Arachnidiidae. De wetenschappelijke naam van de soort is voor het eerst geldig gepubliceerd in 1987 door d'Hondt & Mawatari.